# 게이트 턴 오프 사이리스터

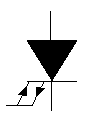
GTO의 회로도 기호

또 하나의 사이리스터 회로 기호. 우측이 가장 일반적이다.

게이트 턴 오프 사이리스터 (gate turn-off thyristor; GTO)는 반도체 소자의 일종으로서, 게이트에 역방향의 전류를 흐르게 한 것으로 턴 오프할 수 있는 기능을 가진 사이리스터다.

## 용도와 특징
유도전동기를 구동하던 인버터의 스위칭용 소자로서 1977년에 처음으로 사용된 이후 오늘까지 공업 분야나 전기 철도 등에 널리 사용되어 왔지만, 1992년에 운행을 개시한 도카이여객철도(이하 JR도카이)의 신칸센 300계 전동차의 경우 도시바사의 VVVF-GTO 인버터를 채용한 바 있다. 최근의 경우에는 IGBT에 그 지위를 양보하고 있다. 이유로서는 다음과 같은 것들이 있다.
- 턴오프 했을 때 어노드와 음극간에 일시적으로 발생할 수 있는 스파이크 전압을 완화하기 위한 다이오드, 저항기, 콘덴서를 이용한 부가 회로(스너버 회로)가 반드시 필요하고, 회로가 복잡하다.
- 턴오프 후 어노드와 음극간의 전압이 완전히 안정될 때까지의 시간(테일 시간)이 트랜지스터보다 길기 때문에, 스위칭 주파수를 가청 영역(인간의 귀로 들릴 영역)보다 높이기 어렵다. 때문에 이 소자로 모터의 회전수나 토크를 제어할 경우, 스위칭에 의해 모터로부터 발생할 수 있는 소음이 크게 느껴지게 된다.
- 턴오프하기 위한 게이트 전류가 수분의 1 정도로 크고(트랜지스터는 수십~수천분의1), 게이트 전류가 전부 열손실이 되기 때문에 소비전력이나 발열이 일어난다.

## 사용하는 회사
ABB, 미쓰비시, 도시바, 히타치, 알스톰, 지멘스, 동양 등이 있다.

## 주요 실적
- 신칸센 300계 전동차 (도카이여객철도 소속)
- 신칸센 500계 전동차 (서일본여객철도 소속)
- 한국철도공사 8200호대 전기기관차
- 한국철도공사 311000호대 전동차 (1호선용)
- 한국철도공사 3000호대 전동차 (3호선용)
- 한국철도공사 341000호대 전동차 (4호선용)
- 한국철도공사 351000호대 전동차 (수인·분당선용)
- 대구교통공사 1000호대 전동차
- 서울교통공사 1000호대 VVVF 전동차(1호선용)
- 서울교통공사 4000호대 VVVF 전동차(4호선용)
- 서울교통공사 5000호대 전동차(5호선용)
- 서울교통공사 7000호대 전동차(7호선용)
- 서울교통공사 8000호대 전동차(8호선용)

## 같이 보기
- 사이리스터 - SCR
- 절연 게이트 양극성 트랜지스터 - IGBT
- 통합 게이트 정류 사이리스터 - IGCT
- 금속 산화막 반도체 전계효과 트랜지스터 - MOSFET
- 전력 반도체 소자
- 전력 전자공학